# Медаль «За Родину»
Медаль «За Родину» (азерб. "Vətən uğrunda" medalı) — государственная награда Азербайджанской Республики. Учреждена законом № 608-IГ от 29 декабря 1998 года.

## Основания для награждения
- За участие в обеспечении территориальной целостности Азербайджанской Республики;
- За деятельность в обеспечении национальной безопасности государства;
- За участие в защите государственного строя.

## Способ ношения
При наличии других государственных наград медаль Азербайджанской Республики «За Родину» прикрепляется к левой стороне груди после орденов.

## Описание медали
Медаль «За Родину» состоит из круглой пластинки диаметром 36 мм, отлитой из бронзы и украшенной по контуру. В центре медали помещен Герб Азербайджанской Республики, а под ним — изображения двух пересекающихся сабель. Над гербом по
контуру написаны слова «За Родину». Надпись и изображения выпуклые. Поверхность оборотной стороны гладкая, посередине выбит номер медали. Посредством кольца и петли медаль соединена с тонкой прямоугольной пластинкой 27 мм х 43 мм, обёрнутой шелковой лентой темного и светлого дубового тона. В нижней части пластинки имеется прямоугольный выступ с кольцом, изготовленный в стиле национального орнамента, а с оборотной стороны — соответствующий элемент для прикрепления к одежде. К медали прилагается планка 27 мм х 9 мм с изображением полумесяца и звезды, изготовленная из той же шелковой ленты, имеющая элемент для прикрепления к одежде.

## Награждённые
*список отражает не всех награждённых медалью
- Гасанов, Закир Аскер оглы[1]
- Бархударов, Маис Шукюр оглы[2]
- Гулиев Фазиль Балагасан оглы[3]